# مبروكة توغي
مبروكة توغي عثمان هي سياسية وحقوقية ليبية. تتولى منصب وزيرة الثقافة والتنمية المعرفية في حكومة الوحدة الوطنية ابتداء من 15 مارس 2021. متحصلة على بكالوريوس علوم عام 1997 من جامعة سبها، وماجستير من أكاديمية الدراسات بجنزور.

## الاعتقال
في 29 ديسمبر 2021، حبست مبروكة توغي عثمان احتياطيا بأمر مكتب النائب العام الليبي على خلفية فساد مالي وإداري.
في 2 يناير 2022، أُطلق صراح الوزيرة من الحبس الاحتياطي بقرار من النيابة العامة.
30 أبريل 2022، باشرت الوزيرة عملها وفق كتاب وجهه رئيس الوزراء الدبيبة إليها، ولم تصدر نتائج التحقيق عن الجهات القضائية بشأن الأسباب التي أدت إلى حبس وتوقيف الوزيرة عن عملها.
تقرير اللجنة الوزارية المكلفة من رئيس الحكومة بالتحقيق مع وزيرة الثقافة التي أوصت بحفظ الأوراق لعدم ثبوت أي مخالفة إدارية أو مالية نتائج تحقيق اللجنة الوزارية